# Brand in het station van Luzern
De brand in het station van Luzern vond plaats in de Zwitserse stad Luzern op vrijdag 5 februari 1971.

## Verloop van de ramp

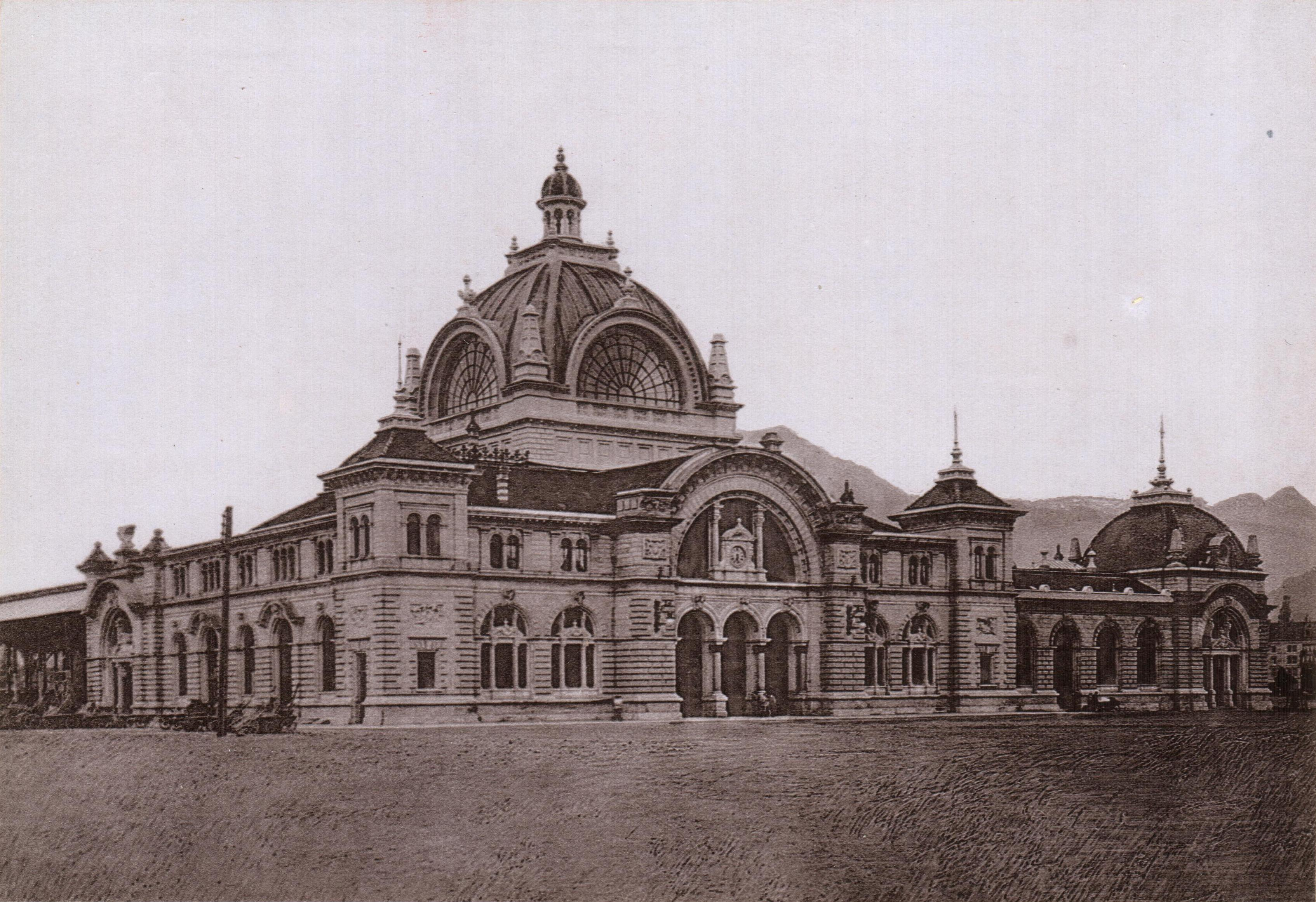
Beeld van het historische station dat in 1971 zou uitbranden.

Het station van Luzern dateerde van 1896 en was een ontwerp van de Zwitserse architect Hans Auer. Op vrijdag 5 februari 1971 rond 08:15 werd een brand opgemerkt in de personeelsruimten op de bovenverdiepingen. Omdat het stationsgebouw deels was opgetrokken uit een houten gebinte, wist het het vuur zich razendsnel te verspreiden over het gehele stationsgebouw. Nog geen uur nadat de brand was opgemerkt, sloegen de vlammen al door de iconische glazen koepel van het gebouw, die daarna rond 09:06 instortte. 
Het gebouw brandde vervolgens volledig uit. Enkel de toegang tot het gebouw en de ijzeren perronoverkapping bleven grotendeels overeind. De tientallen aanwezige brandweerlieden en leden van de civiele bescherming konden bovendien voorkomen dat het vuur zou overslaan op de gebouwen van de posterijen naast het station.

## Oorzaak
De oorzaak van de brand zou een brander zijn geweest die werd gebruikt bij herstellingswerkzaamheden aan het dak. In de jaren 1970 werden immers op een geïmproviseerde manier restauratiewerken uitgevoerd, zodat het stationsgebouw continu zou kunnen worden bediend en niet diende te sluiten.

## Gevolgen
Passagierstreinen naar Luzern werden afgeleid naar een nabijgelegen rangeerstation of naar kleinere stations in de omgeving. De passagiers werden vervolgens met autobussen overgebracht naar de binnenstad.
Bij de brand kwamen geen mensen om het leven, al liepen verschillende reizigers een rookvergiftiging op door de rook en geraakten drie brandweerlieden gewond tijdens de bluswerkzaamheden. De schade werd daags na de ramp geschat op minstens 20 miljoen Zwitserse frank.
Het verwoeste historische stationsgebouw werd niet heropgebouwd. Op dezelfde plek als het afgebrande station opende in 1991 een nieuw treinstation in moderne stijl. Enkel de hoofdtoegang van het oorspronkelijke gebouw bleef behouden.